# Abbas diskografi
Denna artikel inkluderar diskografin av popgruppen Abba. Gruppen spelade in musik åren 1972-1982. Denna artikel avhandlar de studioalbum som utgavs under deras faktiska karriär samt diverse samlingsalbum utgivna under och efter deras faktiska karriär. 
I april 2006 tillkännagav Universal Records att gruppens inspelningar har sålt 370 miljoner enheter världen över. Samlingsalbumet Abba Gold – Greatest Hits (1992) har blivit ett av de mest sålda samlingsalbumen världen över, och har sålts i 26 miljoner exemplar.

## Diskografi

### Studioalbum
| Årtal | Album         | Sverige | Storbritannien | Australien | Norge | Japan | USA | Österrike |
| ----- | ------------- | ------- | -------------- | ---------- | ----- | ----- | --- | --------- |
| 1973  | Ring Ring     | 2       |                | 10         | 10    |       |     |           |
| 1974  | Waterloo      | 1       | 28             | 18         | 1     |       | 145 |           |
| 1975  | Abba          | 1       | 13             | 1          | 1     |       | 174 |           |
| 1976  | Arrival       | 1       | 1              | 1          | 1     | 3     | 20  | 12        |
| 1977  | The Album     | 1       | 1              | 4          | 1     | 9     | 14  | 2         |
| 1979  | Voulez-Vous   | 1       | 1              | 5          | 1     | 1     | 19  | 2         |
| 1980  | Super Trouper | 1       | 1              | 5          | 1     | 8     | 17  | 3         |
| 1981  | The Visitors  | 1       | 1              | 22         | 1     | 12    | 29  | 3         |
| 2021  | Voyage        |         |                |            |       |       |     |           |

### Livealbum
- 1986 - Live
- 1977 - Abba Live 77
- 2014 - Live at Wembley Arena (2-CD-set)
- 2014 - Live at Wembley Arena (3 Vinyl Set)

### Samlingsalbum
| Årtal | Album                             | Sverige | Storbritannien | USA | Nederländerna | Tyskland | Frankrike | Australien | Nya Zeeland | Japan | Norge | Österrike |
| ----- | --------------------------------- | ------- | -------------- | --- | ------------- | -------- | --------- | ---------- | ----------- | ----- | ----- | --------- |
| 1975  | Greatest Hits                     | 1       | 1              | 48  |               | 2        | 9         |            |             |       | 1     |           |
| 1979  | Greatest Hits Vol. 2              | 20      | 1              | 46  | 4             | 6        | 5         | 20         | 3           | 2     | 25    | 2         |
| 1982  | The Singles – The First Ten Years | 19      | 1              | 62  | 4             | 5        | 6         | 18         | 5           |       | 33    |           |
| 1992  | Abba Gold – Greatest Hits         | 1       | 1              | 25  | 2             | 1        | 1         | 1          | 3           | 13    | 1     | 1         |
| 1993  | More Abba Gold – More Abba Hits   | 3       | 13             |     | 10            | 9        | 10        | 38         |             |       | 16    | 7         |
| 2001  | The Definitive Collection         | 26      | 17             | 186 | 39            | 14       | 12        | 10         | 9           |       | 8     | 38        |
| 2006  | Number Ones                       | 20      | 15             |     | 47            | 24       |           | 36         | 1           |       | 25    | 22        |
| 2008  | The Albums                        | 4       |                |     |               | 61       |           |            |             |       | 7     |           |

### Spanskspråkiga samlingsalbum
- 1980 - Gracias Por La Música
- 1993 - Oro – Grandes Éxitos

### Samlingsboxar
- 1994 - Thank You for the Music 4-CD box
- 2005 - The Complete Studio Recordings
- 2014 - Abba The Singles Box Set
- 2019 - Voulez-Vous The Singles

### Diverse samlingsalbum
| Årtal | Album                                                   | Sverige | Storbritannien | USA | Nederländerna | Tyskland | Frankrike | Australien | Nya Zeeland | Japan | Norge | Österrike |
| ----- | ------------------------------------------------------- | ------- | -------------- | --- | ------------- | -------- | --------- | ---------- | ----------- | ----- | ----- | --------- |
| 1976  | The Best of Abba (australisk och nyzeeländsk utgivning) |         |                |     |               |          |           | 1          | 1           |       |       |           |
| 1976  | The Best of Abba (europeisk utgivning)                  |         |                |     | 1             |          |           |            |             |       | 14    | 1         |
| 1976  | Abba Greatest Hits 24 (japansk utgivning)               |         |                |     |               |          |           |            |             | 4     |       |           |
| 1978  | All About Abba (japansk utgivning)                      |         |                |     |               |          |           |            |             | 68    |       |           |
| 1980  | The Magic of Abba                                       |         |                |     |               |          |           | 42         |             |       |       |           |
| 1981  | A Wie Abba (tysk utgivning)                             |         |                |     |               | 1        |           |            |             |       |       |           |
| 1981  | Very Best of Abba (japansk utgivning)                   |         |                |     |               |          |           |            |             | 44    |       |           |
| 1983  | I Love Abba                                             |         |                | 208 |               | 10       | 12        |            |             |       |       | 5         |
| 1983  | Thank You for the Music (brittisk utgivning)            |         | 17             |     |               |          |           |            |             |       |       |           |
| 1988  | Absolute Abba                                           |         | 70             |     |               |          |           |            |             |       |       |           |
| 1998  | Love Stories                                            |         | 51             |     |               | 82       | 3         |            | 24          |       | 30    | 15        |
| 1999  | 25 Jaar Na Waterloo (nederländsk utgivning)             |         |                |     | 1             |          |           |            |             |       |       |           |
| 1999  | 25 Jaar Na Waterloo - Deel 2 (nederländsk utgivning)    |         |                |     | 7             |          |           |            |             |       |       |           |
| 1999  | The Complete Singles Collection                         |         |                |     |               |          |           |            |             |       |       | 11        |
| 2001  | SOS: The Best of Abba (japansk utgivning)               |         |                |     |               |          |           |            |             | 3     |       |           |
| 2004  | The Abba Story                                          |         |                |     |               |          |           |            |             |       |       | 21        |
| 2005  | 18 Hits                                                 |         | 15             |     |               | 58       |           | 32         |             |       |       |           |